# Sede Rai di Perugia
La Sede Rai di Perugia è il centro di produzione radiotelevisiva regionale della Rai nell'Umbria.

## Storia
La prima sede regionale dell'Umbria venne inaugurata il 3 ottobre 1959. Questa era ubicata in via Baglioni 13, nelle immediate vicinanze di corso Vannucci, oggi sede del giudice onorario di pace. Il 28 settembre 1981 fu inaugurata l'odierna sede di via Luigi Masi 2, un palazzo storico del XIX secolo nato come convento, divenuto poi di proprietà dell'amministrazione provinciale perugina con l'unità d'Italia, e successivamente adibito al Comando dell'Arma dei Carabinieri fino all'inizio degli anni 1980.

## Direzione
Caporedattore della sede Rai è Luca Ginetto (Alvaro Fiorucci e Giancarlo Trapanese i suoi ultimi predecessori) mentre la direzione amministrativa della sede è assunta da Giovanni Parapini.

## Televisione

### Programmi
- Buongiorno Regione
- Il Settimanale
- TGR Umbria
- TGR Meteo